# Elmeriobryum guatemalense
Elmeriobryum guatemalense är en bladmossart som beskrevs av Rohrer 1986. Elmeriobryum guatemalense ingår i släktet Elmeriobryum och familjen Hypnaceae. Inga underarter finns listade i Catalogue of Life.